# Dance and Dense Denso
Dance and Dense Denso è un album in studio del gruppo musicale messicano Molotov, pubblicato nel 2003.

## Tracce
1. Dance and Dense Denso
2. Here We Kum
3. Changüich a la Chichona (Sic)
4. No Me Da Mi Navidad (Punketon)
5. Noko
6. Frijolero
7. E. Charles White
8. Queremos Pastel
9. I'm The One
10. Nostradamus Mucho (Que Se Caiga El Teatro)
11. Hit Me (Gimme Tha Power II)